# Modèle de Brewer et Nash
Le modèle de Brewer et Nash est un modèle de sécurité qui fournit un contrôle d'accès à l'information qui peut évoluer dynamiquement. Ce modèle, aussi appelé modèle de la muraille de Chine, a été développé pour réduire les conflits d'intérêts dans des organisations commerciales.
Dans le modèle de Brewer et Nash, aucune information ne peut circuler entre les sujets et les objets d'une manière qui créerait un conflit d'intérêts.
Ce modèle est couramment utilisé par les cabinets de conseil et de comptabilité. Par exemple, lorsqu'un consultant accède à des données appartenant à un client Acme Ltd, il ne peut plus accéder aux données des concurrents de celle-ci. Dans ce modèle, le même cabinet de conseil peut avoir des clients qui sont en concurrence avec Acme Ltd tout en conseillant Acme Ltd. Ce modèle utilise le principe de l'isolation des données au sein de chaque classe de données conflictuelles pour éviter aux utilisateurs de se retrouver dans des situations de conflit d'intérêts potentiel. Comme les relations entre les entreprises changent en permanence, il est important de mettre à jour de manière dynamique les membres et les définitions des classes de conflit.